# Stor-Stensjön (Hällesjö socken, Jämtland)
Stor-Stensjön är en sjö i Bräcke kommun och Sundsvalls kommun i Jämtland och ingår i Ljungans huvudavrinningsområde. Sjön har en area på 0,48 kvadratkilometer och ligger 293,1 meter över havet. Sjön avvattnas av vattendraget Eldförbäcken.

## Delavrinningsområde
Stor-Stensjön ingår i det delavrinningsområde (696022-153286) som SMHI kallar för Utloppet av Stor-Stensjön. Medelhöjden är 360 meter över havet och ytan är 14,7 kvadratkilometer. Det finns inga avrinningsområden uppströms utan avrinningsområdet är högsta punkten. Eldförbäcken som avvattnar avrinningsområdet har biflödesordning 5, vilket innebär att vattnet flödar genom totalt 5 vattendrag innan det når havet efter 123 kilometer. Avrinningsområdet består mestadels av skog (89 procent). Avrinningsområdet har 0,61 kvadratkilometer vattenytor vilket ger det en sjöprocent på 4,2 procent.